# Zemanovaload
Zemanovaload je britská filmová komedie z roku 2005. Režisérem filmu je Jayson Rothwell a hlavní role si zahráli Ed Byrne, Georgina Chapman a Olivia Colmanová.

## Děj filmu
Spisovatel John Davies píše scénáře pro mýdlové opery. John má o kolečko víc, trápí ho obsedantně kompulzivní porucha, které ho nutí každodenně vykonávat celou řadu nesmyslných rituálů, např. opakovaně myje čistou podlahu ve svém bytě atd. Když ho opustila milenka, nemohl se s tím vyrovnat, klesl na mysli a nevěděl kudy kam. Konečně se rozhodl pro pomstu. Umínil si, že vymění bývalou milenku za nejpřitažlivější a nejhezčí ženu v celém okruhu zemském. Dal se tedy do hledání v internetu a zjistil, že v Česku žije jedna svůdná modelka, jež se proslavila svou nenapodobitelnou krásou. Jmenuje se Veronika Zemanová. Její fotografie okouzlují uživatele Internetu na celém světě a patří mezi nejstahovanější obrázky modelek. Sotva se na Veroničiny fotografie podíval, okamžitě se do tohoto děvčete zakoukal. Od té chvíle trpí John novou fixní ideou: nemysli na nic jiného, než na to, jak by se setkal s všeobecně oblíbenou českou krasavicí. Johnova touha po Veronice prochází celým filmem jako stěžejní téma.

## Obsazení
| Ed Byrne         | John Davies                 |
| Georgina Chapman | Jenna                       |
| Olivia Colmanová | televizní producentka       |
| Gemma Cowap      | herečka                     |
| Dan Cryer        | herec                       |
| Kathryn Drysdale | úřednice cestovní kanceláře |
| Jessica Francis  | paní Clara                  |
| Marcus Garvey    | OCD Christian               |
| Katya Greer      | servírka v L.A.             |
| Natasha Joseph   | agentka castingu            |